# Beth Nielsen Chapman
Beth Nielsen Chapman (nacida el 14 de septiembre de 1958, en Harlingen, Texas, Estados Unidos) es un cantautora, más conocida por sus temas cantados por otros intérpretes.

## Comienzos
Beth Nielsen Chapman nació en una familia católica con un padre que tenía un empleo importante en la Fuerza Aérea Americana y una madre enfermera. Mientras Chapman crecía su familia se trasladó varias veces y se instaló en Alabama en 1969. Mientras tanto, viviendo en Alemania con 11 años de edad, Chapman empezó a tocar la guitarra, después de que su madre le regaló una guitarra Framus. También aprendió a tocar el piano. De niña y adolescente escucha gran variedad de música incluyendo a Hoagy Carmichael, Tony Bennett, James Taylor y Carole King.
En 1976, Chapman tocó con un grupo de rock llamado Harmony en Montgomery, Alabama, reemplazando a Tommy Shaw quién lo acababa de dejar para unirse a Styx. Toca el piano y la guitarra acústicos y hace de vocalista del grupo en un popular bowling llamado Kegler's Kove.

## Éxito de su carrera como compositora
Chapman tuvo varios éxitos en los años 90 como "I Keep Coming Back to You", "Walk My Way", "The Moment You Were Mine" y "All I Have". En 1993 cantó en dueto con Paul Carrack, "In the Time It Takes".
Compone con Faith Hill su canción "This Kiss". Chapman ha escrito canciones cantadas por numerosos artistas: Trisha Yearwood ("Down On My Knees", "You Say You Will", "Trying to Love You"), Martina McBride ("Happy Girl"), Willie Nelson ("Nothing I Can Do About It Now", "Ain't Necessarily So", "If My World Didn't Have You"), Tanya Tucker ("Strong Enough to Bend"), Lorrie Morgan ("Five Minutes"), Mary Chapin Carpenter ("Almost Home"), Jim Brickman & Rebecca Lynn Howard ("Simple Things"), Alabama ("Here We Are"), Suzy Bogguss ("Save Yourself"), Claudia Church ("What's the Matter With You Baby"), Holly Dunn ("You Say You Will"), Crystal Gayle ("When Love is New"), Highway 101 ("All the Reasons Why", "Long Way Down"), Terri Clark ("Sometimes Goodbye"), Mindy McCready ("One in a Million"), Waylon Jennings ("Shine On Me", "Old Church Hymns and Nursery Rhymes") y Bette Midler ("The Color of Roses"), entre otros.
Varios conocidos artistas han colaborado en sus álbumes: Bonnie Raitt en "Heads Up for the Wrecking Ball" y "Shake My Soul"; Vince Gill en "Deeper Still"; John Prine en "Every December Sky"; Michael McDonald en "Right Back Into the Feeling" & "Will and Liz"; Emmylou Harris & Kimmie Rhodes en "There's a Light"; Paul Carrack en "In the Time it Takes" y su hijo Ernest Chapman III en "Your Love Stays".
Chapman actuó en el 2nd Annual Women Rock Girls and Guitars Lifetime TV Special, hizo coros con Emmylou Harris, participó en la versión conjunta de Take It To The Limit, y cantó su canción "There's A Light" con Emmylou Harris, Pat Benatar, Sheryl Crow y Shea Seger haciendo coros.
Algunos de sus colaboradores en la composición de canciones han sido Annie Roboff, Bill Lloyd, Eric Kaz, Harlan Howard y Joe Henry.

## Vida personal
Su marido, Ernest Chapman, murió de cáncer en 1994.  En el año 2000 experimenta su propia batalla con el cáncer de mama. La canción "Arena y Agua" fue escrita después de la muerte de Ernest; Elton John tocó esta canción durante su gira mundial de 1997. 
Tiene un hijo, Ernest (nacido en 1981), quién es también músico y ha actuado con ella. Desde 2008 está comprometida de nuevo y vive en Nashville, Tennessee. Este compromiso fue la inspiración para su álbum Back to Love.

## Registros recientes
El álbum Back to Love fue publicado en 2010. El álbum contiene once composiciones nuevas. Fue el 'Álbum de la Semana'  en la BBC Radio 2, empezando el 18 de enero de 2010. Después han aparecido The Mighty Sky en el 2012 y Uncovered en 2014.

## Discografía

### Álbumes
| Año  | Álbum                | Chart Positions | Chart Positions | Chart Positions |
| Año  | Álbum                | US Heat         | US Christian    | US Indie        |
| ---- | -------------------- | --------------- | --------------- | --------------- |
| 1980 | Hearing It First     |                 |                 |                 |
| 1990 | Beth Nielsen Chapman | 19              |                 |                 |
| 1993 | You Hold the Key     | 16              |                 |                 |
| 1997 | Sand and Water       | 30              |                 |                 |
| 1999 | Greatest Hits        |                 |                 |                 |
| 2002 | Deeper Still         |                 |                 |                 |
| 2004 | Hymns                | 21              | 29              | 29              |
| 2005 | Look                 |                 |                 |                 |
| 2007 | Prism                |                 |                 |                 |
| 2010 | Back to Love         | 15              |                 |                 |
| 2012 | The Mighty Sky       |                 |                 |                 |
| 2014 | Uncovered            |                 |                 |                 |

### Singles
| Año  | Single                      | Chart Positions | Chart Positions | Chart Positions | Chart Positions | Álbum                         |
| Año  | Single                      | US AC           | US Bubbling     | CAN AC          | CAN             | Álbum                         |
| ---- | --------------------------- | --------------- | --------------- | --------------- | --------------- | ----------------------------- |
| 1991 | "Walk My Way"               | 14              | —               | 15              | 39              | Beth Nielsen Chapman          |
| 1991 | "All I Have"                | 12              | —               | 37              | 49              | Beth Nielsen Chapman          |
| 1991 | "I Keep Coming Back to You" | 13              | —               | —               | —               | Beth Nielsen Chapman          |
| 1992 | "Life Holds On"             | 33              | —               | —               | —               | Beth Nielsen Chapman          |
| 1993 | "The Moment You Were Mine"  | 37              | —               | 21              | 23              | You Hold the Key              |
| 1994 | "In the Time It Takes"      | 25              | —               | —               | 34              | You Hold the Key              |
| 1997 | "Sand and Water"            | 22              | 2               | 47              | —               | Sand and Water                |
| 2000 | "Shake My Soul"             | 26              | —               | —               | —               | Where the Heart Is Soundtrack |

### Contribuciones
- Song of America (2007) - "Sometimes I Feel Like a Motherless Child"
- Time and Love: The Music of Laura Nyro (1997) - "Stoney End"